# Ernesto Badini
Ernesto Luigi Badini (Milano, 14 settembre 1876 – Milano, 6 luglio 1937) è stato un baritono italiano.

## Biografia
Nacque nella casa posta in Via Pietro Verri 11 da Ferdinando Badini (lattivendolo) e Nichini Antonia (agiata). Studiò al Conservatorio di Milano e debuttò nel Barbiere di Siviglia di Rossini a Pavia. 
Nel 1909 è Kyoto in Iris (opera) al Teatro Regio di Torino diretto da Tullio Serafin con Emma Carelli e nel 1913 Ford in Falstaff (Verdi) diretto da Cleofonte Campanini con Flora Perini al Teatro Regio di Parma ed al Teatro alla Scala di Milano diretto da Arturo Toscanini con Lucrezia Bori ed Antonio Scotti.
Nel 1914 è Manfredo ne L'amore dei tre re al Teatro San Carlo di Napoli e Hermann in Loreley diretto da Rodolfo Ferrari al Teatro Comunale di Bologna.
Nel 1915 diretto da Ferrari con Alessandro Bonci ed Antonio Pini-Corsi è Belcore ne L'elisir d'amore e Malatesta in Don Pasquale a Bologna, al Teatro Costanzi di Roma, al Teatro La Fenice di Venezia ed a Parma.
Nel 1916 è il sergente doganiere ne La bohème con Bonci, Taurino Parvis e Vincenzo Bettoni a Torino e Laerte in Mignon diretto da Ettore Panizza con Rosina Storchio alla Scala.
Ottenne presto successo che lo portò a cantare nei più prestigiosi teatri italiani ed europei, nonché in Sudamerica dove apparve al Teatro Colón di Buenos Aires e in Cile. 
Nel 1918 è Figaro ne Il barbiere di Siviglia (Rossini) con Bettoni a Bologna.
Dopo un periodo in cui cantò anche in ruoli seri, si rivolse in modo particolare al repertorio comico, che si confaceva di più alle sue caratteristiche (quando interpretò Marcello nella Bohème al Covent Garden un critico scrisse che non era «particolarmente adatto» per la parte), nel quale diede grandi prove, tra l'altro in Gianni Schicchi di Puccini diretto da Panizza con Toti Dal Monte e Sixtus Beckmesser nei Maestri cantori di Norimberga di Wagner diretto da Serafin con Maria Zamboni e Francesco Merli nel 1920 a Torino e in modo particolare nel Falstaff di Verdi cantato nel 1919 al Grand Théâtre de Monte Carlo. 
Nel 1920 sempre a Torino diretto da Panizza con la Dal Monte è il conte Gil ne Il segreto di Susanna.
La sua voce, di «volume limitato», è stata descritta come «efficiente più che ricca», mentre la sua abilità di attore dimostrava «stile sicuro e gesti posati». Nel Gianni Schicchi diede «una deliziosa rappresentazione del personaggio, entrando pienamente nello spirito del pezzo».
Ancora nel 1920 è Marco in Gianni Schicchi con Gilda Dalla Rizza, Giulio Crimi e Giuseppe De Luca (baritono) al Royal Opera House di Londra.
Nel 1921 è Gianni Schicchi diretto da Victor de Sabata con la Dalla Rizza, Papageno ne Il flauto magico con Graziella Pareto e John McCormack e Don Bartolo ne Il barbiere di Siviglia con la Pareto e McCormack a Montecarlo, il Carpentiere nella prima assoluta di Il piccolo Marat a Roma e con Angelo Masini e Hipólito Lázaro all'Arena di Verona, Dandini ne La Cenerentola con Cesira Ferrari e Conchita Supervia a Bologna e Ford in Falstaff diretto da Toscanini con Nera Marmora, Alessio De Paolis e Mariano Stabile (cantante) alla Scala.
Nel 1922 è Amantio in Gianni Schicchi diretto da Panizza con Carlo Galeffi, Aristide Baracchi e Giuseppe Nessi alla Scala.
Sposò in Milano la cantante Antonia Venturini, il 26 febbraio 1903.

## Ruoli creati
Fu creatore di numerosi ruoli, tra cui:
- Althotas in L'elisir di vita di Antonio Lozzi (Teatro Comunale di Bologna, 21 novembre 1914 diretto da Rodolfo Ferrari)
- Il marchese in La via della finestra di Riccardo Zandonai (Teatro Rossini di Pesaro, 27 luglio 1919)
- Fanfulla in Ettore Fieramosca di Carlo Adolfo Cantù (Teatro Regio di Torino, 5 marzo 1921 diretto da Tullio Serafin)
- Carpentiere in Il piccolo Marat di Pietro Mascagni (Teatro Costanzi, Roma, 2 maggio 1921)
- Il dottore in La cena delle beffe di Umberto Giordano (Teatro alla Scala, Milano, 20 dicembre 1924)
- John Plake in Sly di Ermanno Wolf-Ferrari (Teatro alla Scala, Milano, 29 dicembre 1927)
- Andrea in Pinotta di Pietro Mascagni (Teatro del Casinò Municipale di Sanremo, 23 marzo 1932)
- Voce in Pantea di Gian Francesco Malipiero (Teatro Goldoni di Venezia, 6 settembre 1932)
- Aristeo in La favola d'Orfeo di Alfredo Casella (Teatro Goldoni di Venezia, 6 settembre 1932)
- Schiavone in La grançeola di Adriano Lualdi (Teatro Goldoni di Venezia, 10 settembre 1932)

## Discografia
- Figaro in Il barbiere di Siviglia: opera completa, 1919, direttore Carlo Sabajno
- Don Pasquale: Badini partecipò alla prima registrazione completa. Questa interpretazione fu descritta come quella di «un baritono che si rivela un superbo buffo»[5], dove «Badini nelle parti cantate metteva in mostra la stessa solidità tonale dei recitativi»[6].

Esistono anche registrazioni con brani da opere:
- 1925: Gianni Schicchi e Il flauto magico (Columbia Graphophone Company)
- Otello e Il barbiere di Siviglia (Victor Talking Machine Company, 45035)